# Hans Medick
Hans Medick (né le 7 octobre 1939 à Wuppertal) est un historien allemand, membre de l’Institut Max Planck pour l’histoire de l’université de Göttingen.

## Biographie
Avec ses collègues de l’histoire du quotidien comme Alf Ludtke, il travaille sur l’histoire de l’industrialisation et avance le concept de proto-industrialisation qui met en avant le caractère multiforme et non linéaire de celle-ci, en partant d’un point de départ micro-historique.
En outre, il travaille sur l’épistémologie de l’histoire et, à l’instar de Clifford Geertz, avance l’idée que sa discipline doit prendre en compte les apports bénéfiques de l’anthropologie pour la recherche et la démonstration historique. C’est ainsi que pour Medick, les facteurs culturels sont les véritables forces motrices de l’histoire.
Il est marié à Doris Bachmann-Medick. Le journaliste Veit Medick est son fils.